# Młyny Rothera

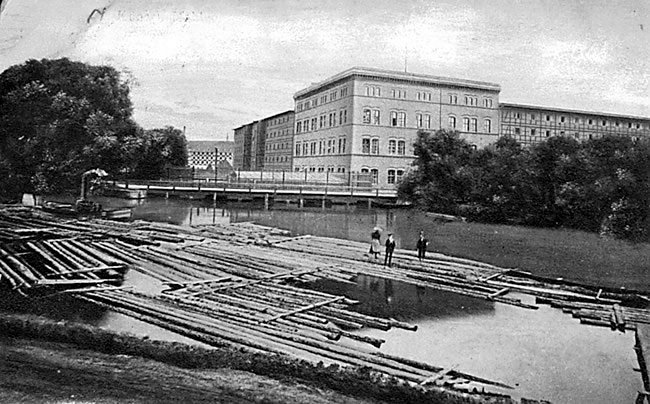
Młyny Rothera na początku XX wieku

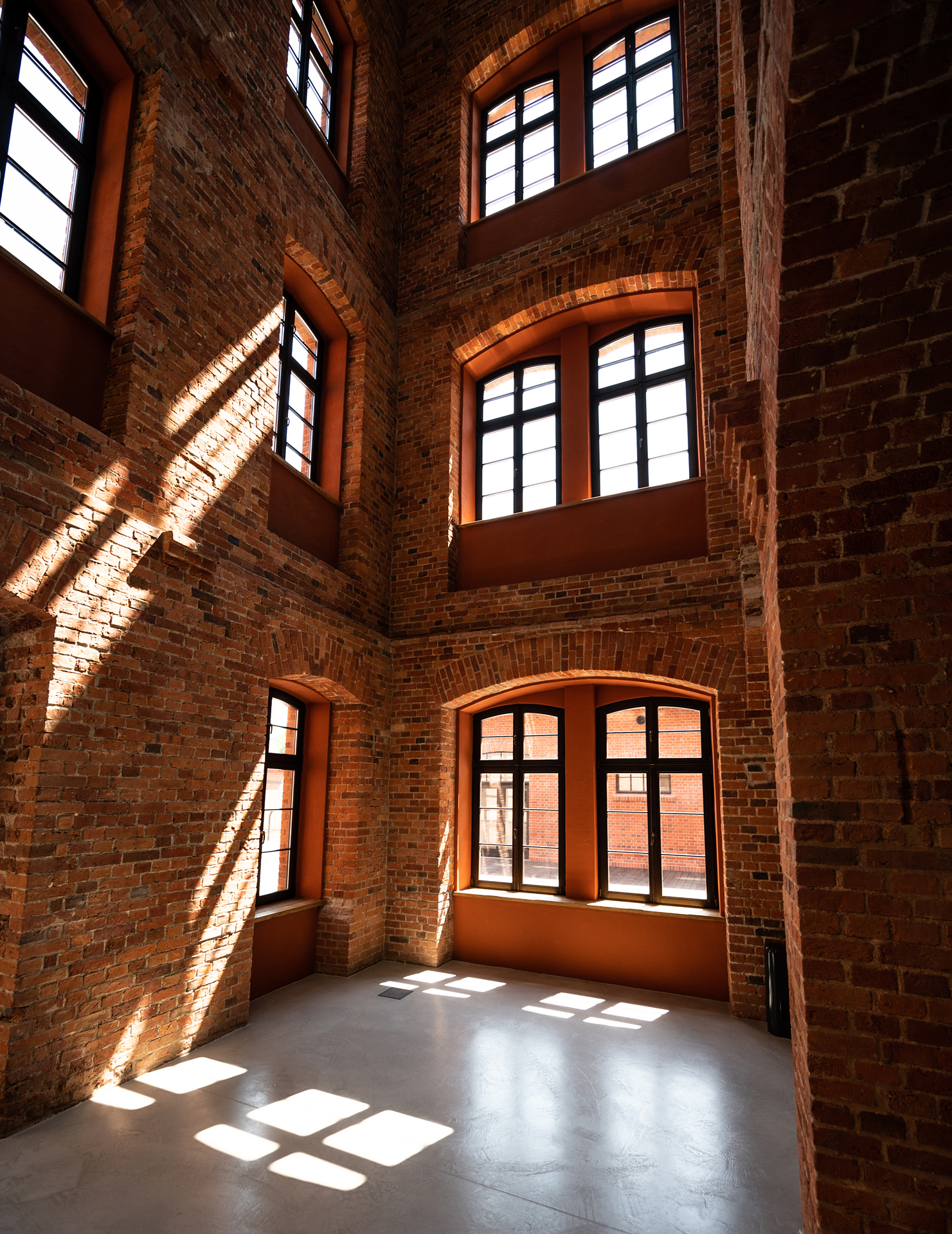
Młyny Rothera od środka

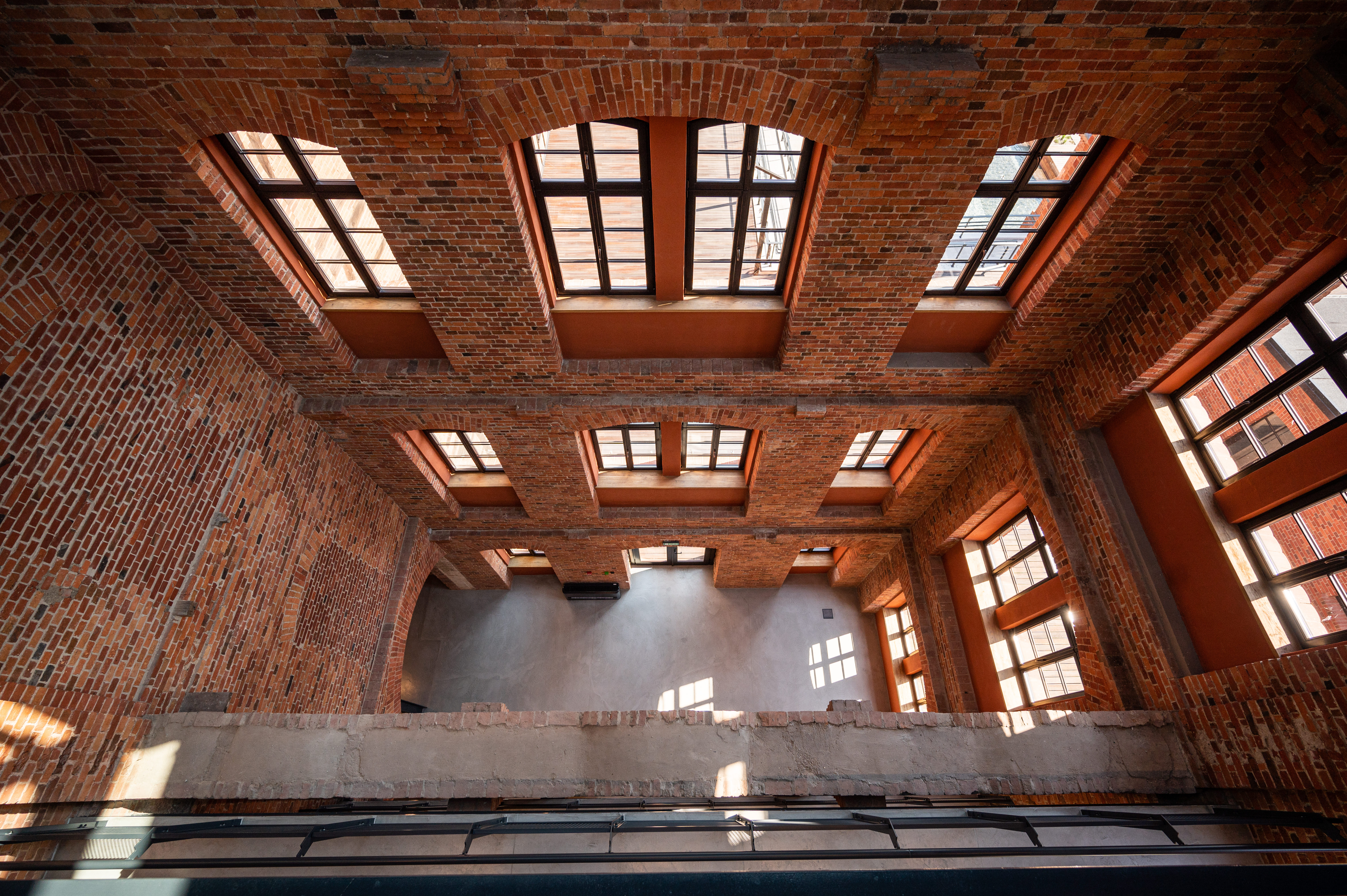
Młyny Rothera od środka

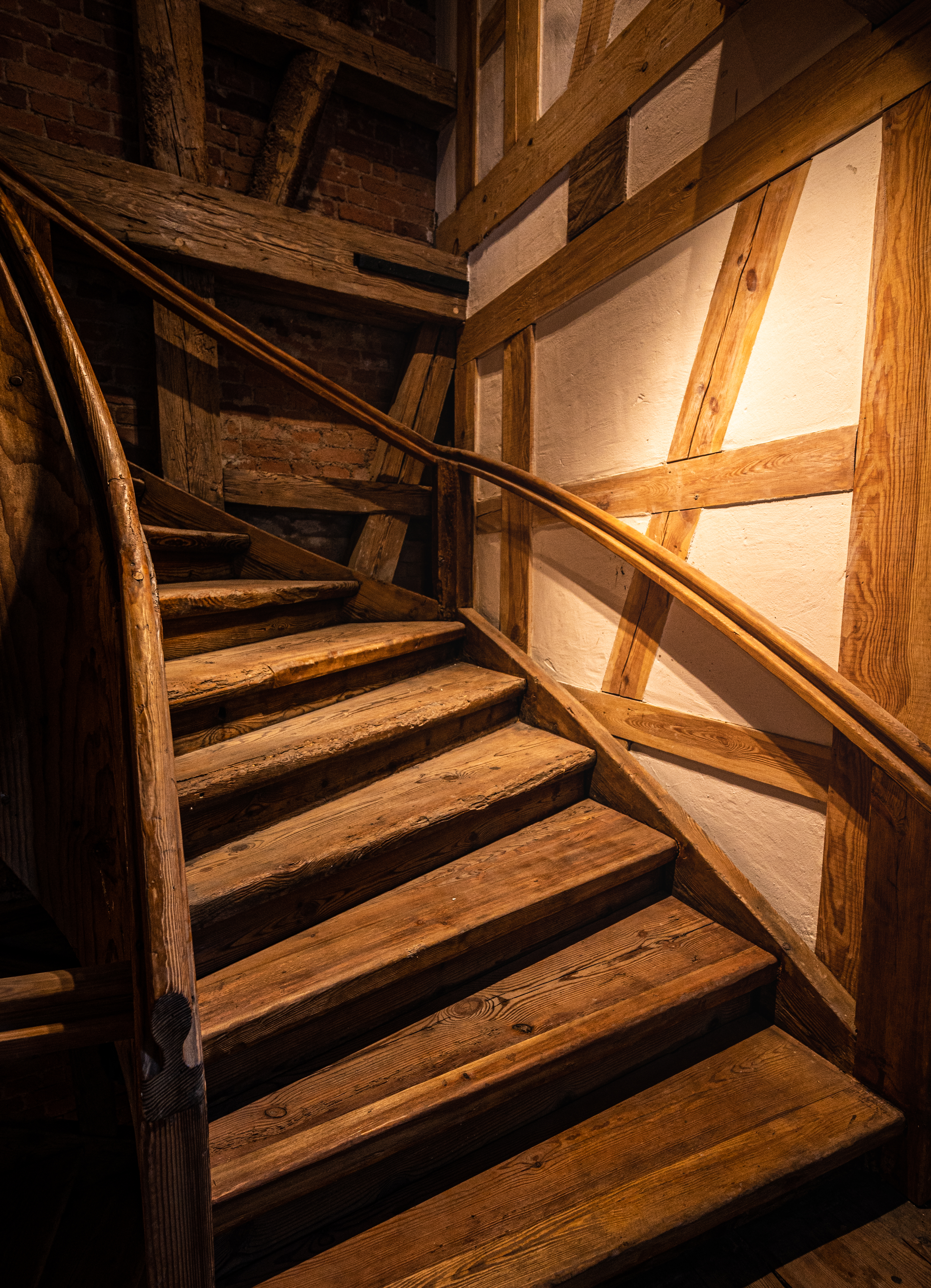
Stare schody w Młynach Rothera

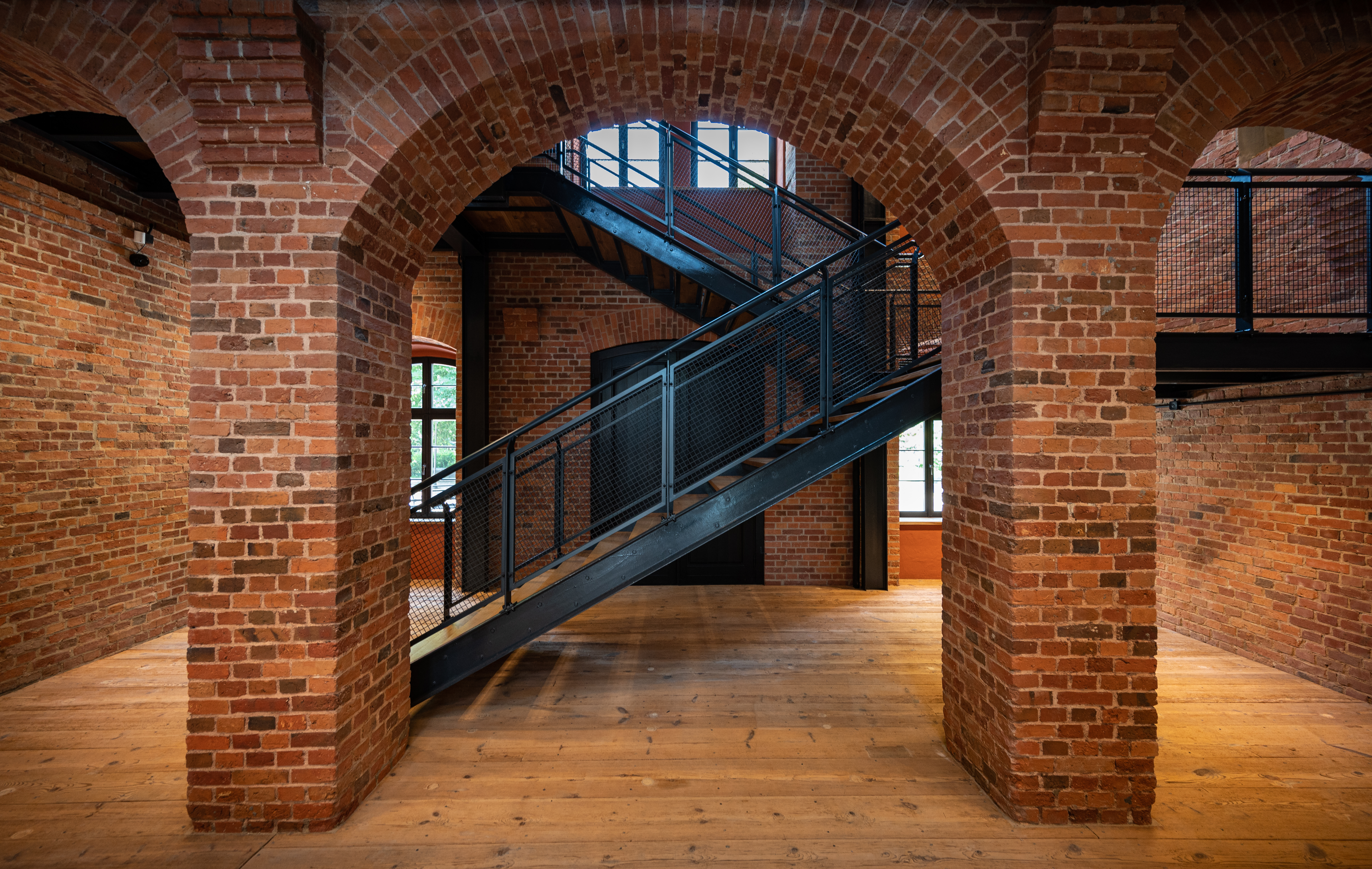
Młyny Rothera

Młyny Rothera – dawne młyny zbożowe położone na Wyspie Młyńskiej w Bydgoszczy. Obecnie obiekt ekspozycyjny z wystawami, salami konferencyjnymi, w którym odbywają się imprezy kulturalne, wystawy, spotkania itp.
Młyny Rothera znajdują się w środkowej części Wyspy Młyńskiej w Bydgoszczy, bezpośrednio sąsiadując z nurtem rzeki. Od północy otacza je Brda, a od zachodu Kanał Zbożowy.

## Historia
Historia młynów Rothera sięga I połowy XIX wieku. W początku tego wieku dzięki tranzytowej roli Kanału Bydgoskiego, Brdy i Wisły oraz otwarciu handlu z zachodem, Bydgoszcz stała się ośrodkiem handlu zbożem i drewnem.
Obrót zbożem spowodował powstanie nowych branż, powstawały nowe młyny i piekarnie. Na terenie Wyspy, istniejące młyny w 1825 r. przejęło konsorcjum, w skład którego wchodzili m.in. bracia Schickler z Berlina. Byli oni znanymi kupcami na terenie miasta, m.in. właścicielami rafinerii cukru urządzonej na terenie dawnego zamku. W 1826 r. powołali oni spółkę Bydgoskie Młyny „Herkules”, która produkowała nie tylko na rynek lokalny, lecz także Niemiec, Wielkiej Brytanii, a nawet Brazylii. Przerabiano zboże miejscowe, jak i sprowadzane drogą wodną z Królestwa Polskiego.
W 1842 r. przedsiębiorstwo to przejęło państwo pruskie. Kompleks został znacznie rozbudowany i przemianowany na Młyny Królewskie. W obiektach uruchomiono pierwszą w mieście maszynę parową w 1846 r.
Natomiast obszar, na którym znajdują się dziś młyny Rothera użytkowane były jako ogrody aż do 1846 r. Od 1818 r. teren należał do kupca Raubera, od którego w 1836 r. przejął Skarb państwa pruskiego. W latach 40. XIX w., kiedy zdecydowano o rozbudowie kompleksu młyńskiego, największą inwestycją państwową była budowa obiektu, dzisiaj zwanego młynami Rothera (1849–1850). Budowa była możliwa dzięki uprzedniej (w latach 20. XIX w.) przebudowie Wyspy Młyńskiej, w tym przekopaniu tzw. Kanału Zbożowego. Nazwa młyna, którego budowę rozpoczęto w 1846, pochodzi od nazwiska pruskiego ministra rolnictwa Christiana von Rothera.
Po zakończeniu inwestycji powstał nie tylko masywny budynek produkcyjny z magazynem zbożowym, ale również kotłownia i maszynownia z kominem, spichlerz mączny, przepompownia (dom turbinowy) i przepławki dla ryb. Budynki zostały osadzone na drewnianych palach.
Mielenie zboża na mąkę odbywało się w głównej części młyna za pomocą wielkich kół, napędzanych energią wodną.
Na styku Kanału i Młynówki powstał również drewniany most na ceglanych filarach oraz koła wodne, napędzane wodą z jazu przelewowego.
Młyny Rothera były największymi obiektami tego typu w Bydgoszczy. W II połowie XIX w. istniały ponadto na terenie miasta i okolicy mniejsze młyny: na Czyżkówku, Skrzetusku i pięć innych obiektów.
Od 1861 r. młynem zarządzała państwowa spółka Die Königliche Seehandlung Societats zu Berlin. W 1886 r. doprowadzono do młyna energię elektryczną, a w 1901 r. cieśla Schmidt zbudował nowe umocnienia wzdłuż nabrzeża.
Od 1919 r. obiekt przejęła gmina Bydgoszcz, a w 1921 r. skarb państwa polskiego. Od 1928 r. częścią obiektów na Wyspie Młyńskiej zarządzały Państwowe Zakłady Przemysłowo-Zbożowe.
Po II wojnie światowej obiekty młyńskie na Wyspie należały do Państwowego Przedsiębiorstwa Zbożowo-Młynarskiego. Jeszcze w latach 60., 70. i 80. XX w. transport zboża do młynów Rothera odbywał się drogą wodną. Barki wpływały do Kanału Zbożowego, gdzie za pośrednictwem rury ssącej odbywał się transport zboża do spichlerzy. Kres działalności gospodarczej w młynach Rothera nastąpił w latach 90. XX w. Obiekty zostały wystawione na sprzedaż.

## Architektura
Młyn Rothera złożony jest z trzech brył: budynku głównego oraz skrzydeł zachodniego i wschodniego. Budynek główny posiada konstrukcję murowaną z cegły. Jest to czterokondygnacyjny, podpiwniczony gmach nakryty dachem dwuspadowym. Pod oknami od wysokości I piętra posiada ceglane gzymsy, a w zwieńczeniu elewacji konsolowy gzyms podokapowy. W budynku zachowany jest układ wnętrza z galeriami na każdej kondygnacji.
Skrzydła wschodnie i zachodnie wykonano w konstrukcji szachulcowej. Są to budynki pięciokondygnacyjne. Skrzydło zachodnie od strony rzeki stoi na wysokim kamiennym cokole oraz posiada wykusze, w których urządzono wejścia transportowe.

## Rewitalizacja

### Plany wykonania hotelu
Pod koniec lat 90. XX w. obiekt został zakupiony przez spółkę „Hotel”, która planowała stworzyć tam luksusowy obiekt noclegowy. Atrakcyjny plan rewitalizacji kompleksu został stworzony przez warszawskich architektów Bulanda&Mucha, (realizatorzy obiektów BRE Banku w Bydgoszczy). Zespół Rothera miał zostać przebudowany na trzygwiazdkowy hotel z centrum konferencyjnym, restauracją, centrum rekreacyjnym, garażem podziemnym, a także powierzchniami biurowymi do wynajęcia.
Rozpoczęte prace budowlane zostały po kilku miesiącach przerwane w wyniku kłopotów finansowych spółki. Prowizorycznie zabezpieczony obiekt trafił w ręce spółki Budopol, a następnie nowym właścicielem została firma Nordic Development. Nowy właściciel wiązał z obiektem plany inwestycyjne, lecz do 2011 r. nie rozpoczęto prac budowlanych. Koncepcja przedstawiona przez Mirosława Nizio z firmy Nizio Design International zakładała m.in. część hotelową oraz centrum rozrywkowo-handlowo-kulturalne.

### Przystań Bydgoszcz
W latach 2011–2012 obok obiektu zrealizowano budowę obiektu Przystań Bydgoszcz - przystani jachtowej wraz z hotelem, przeznaczonej głównie dla wodniaków korzystających z międzynarodowej drogi wodnej E-70. Był to czwarty etap rewitalizacji Wyspy Młyńskiej realizowany z udziałem Europejskiego Funduszu Rozwoju Regionalnego (wartość inwestycji 21 mln zł, dofinansowanie 6,7 mln). Przedsięwzięcie obejmowało również umocnienie nabrzeży Brdy i Młynówki od ul. Focha do Młynów Rothera.

### Przejęcie obiektu przez miasto oraz prace zabezpieczające
Ponieważ zespół młynów odróżniał się negatywnie na tle zrewitalizowanych obiektów Wyspy Młyńskiej, władze miasta podjęły decyzję o nabyciu obiektu na własność. W grudniu 2013 nastąpiło podpisanie aktu notarialnego, na mocy którego miasto nabyło tę nieruchomość od firmy Nordic Development. Wartość transakcji wyniosła kwotę 25 mln zł, z czego w gotówce przekazano 1 mln zł, a pozostała należność została uregulowana przez przekazanie 5 innych nieruchomości:
- przy ul. Powstańców Warszawy o pow. 2,44 ha,
- ul. Zaświat o pow. 1,79 ha,
- ul. Wrocławskiej o pow. 0,41 ha,
- ul. Pelplińskiej o pow. 1,41 ha
- oraz przy ul. Babia Wieś o pow. 0,46 ha[11].

W latach 2016–2018 wykonano prace zabezpieczające nieużytkowany budynek przed zniszczeniem. Wśród prac było m.in. uzupełnienie stolarki okiennej, oczyszczenie elewacji i naprawa dachów. Ponadto w równoległym do ul. Mennica spichrzu mącznym konieczna okazała się wymiana krokwi i pokrycia dachu oraz rynien i rur spustowych, a w znajdującym się w najgorszym stanie technicznym spichrzu zbożowym zakres przewidywanych prac objął zabezpieczenie ścian (zwłaszcza północno-zachodniej) i wzmocnienie ścian szachulcowych przez budowę ściany wewnętrznej w celu umożliwienia bezpiecznego podparcia dachu.

### Park Kultury
W listopadzie 2016 przyjęto koncepcję wykorzystania budynku na obiekt ekspozycyjny, w którym mieścić się będą trzy ekspozycje interaktywne:
- Ogrodów Wody (centrum innowacyjnej edukacji poświęcone wodzie),
- Centrum Wiedzy i Edukacji o Mózgu
- i Bydgoskiego Dziedzictwa Kultury Przemysłowej (ekspozycja dotycząca technologii związanych z rozwojem miasta)[13].

W 2017 na pierwszy etap rewitalizacji pozyskano 15 mln zł unijnego dofinansowania dla projektu Parku Kultury „Ogrody wody” o łącznej wartości 21 mln zł, który do końca 2019 miał powstać w Spichrzu Zbożowym.
Całkowity koszt tego etapu szacowano na 59 mln zł, a całość prac około 130 milionów złotych. Wiosną 2018 okazało się jednak, że w ogłoszonym przetargu na wykonanie prac budowlanych o kosztorysowej wartości 54 mln zł złożono oferty opiewające na kwoty 92, 97 i 98 mln zł (miasto wybrało ofertę o wartości 92 mln zł).
Prace rozpoczęto w lipcu 2018 w czterech obiektach kompleksu, to jest w młynie, spichrzu zbożowym (przy kanale, naprzeciwko Przystani Bydgoszcz), spichrzu mącznym (od ul. Mennica) i tzw. łazienkach. Zakładano, że w ciągu 17 miesięcy odrestaurowany zostanie młyn zbożowy, a całość kompleksu w ciągu 5 lat. W 2019 przeprowadzono prace konserwatorskie przy elewacji, konstrukcji obiektu oraz wewnątrz budynku przy klatkach schodowych, posadzkach na najniższej kondygnacji i stolarce okiennej.
W 2019 powołana została miejska instytucja pn. Park Kultury, której zadaniem ma być zagospodarowanie Młynów Rothera na działalność kulturalną, upowszechnianie osiągnięć nauki i techniki, tworzenie przestrzeni dla wszechstronnego rozwoju kreatywności w dziedzinie kultury i nauki oraz inicjowanie i prowadzenie działań nowatorskich.

### Otwarcie ekspozycji oraz tarasu z fontanną
W końcu 2020 młyny doprowadzono do stanu umożliwiającego wyposażenie wnętrza na potrzeby planowanych ekspozycji. Realizacja tego założenia umożliwiło otwarcie młynów w roku 2022.
Koszt tworzenia ekspozycji w 2021 wyniesie 5,2 mln zł. Przed budynkiem znajdzie się 20 miejsc parkingowych (w tym 2 dla osób niepełnosprawnych), a pod tarasem - 38.
1 maja 2021 oddano do użytku drewniany taras z desek o wielkiej gęstości i największą pod względem powierzchni (1000 m kw.) fontanną w kraju, z ponad 50 dyszami i iluminacją.
W kwietniu 2021 młyny zostały oddane do użytku w stanie deweloperskim, co umożliwiło organizacje tu takich imprez, jak Mózg Festival, Debaty Horyzonty Edukacji, Pippi w Bydgoszczy, Vintage Photo Festival oraz towarzyszącą mu wystawę "Bydgoski marzec '81 w obiektywie Chrisa Niedenthala". W listopadzie 2021 otworzono pierwszy lokal gastronomiczny w obiekcie, a w II połowie 2022 został oddany do użytku Spichrz Zbożowy z wystawą stałą "Węzły", dotyczącą rozwoju Bydgoszczy od połowy XIX wieku do współczesności. W 2022 udostępniony punkt widokowy na dachu budynku.